# Tulbaghia

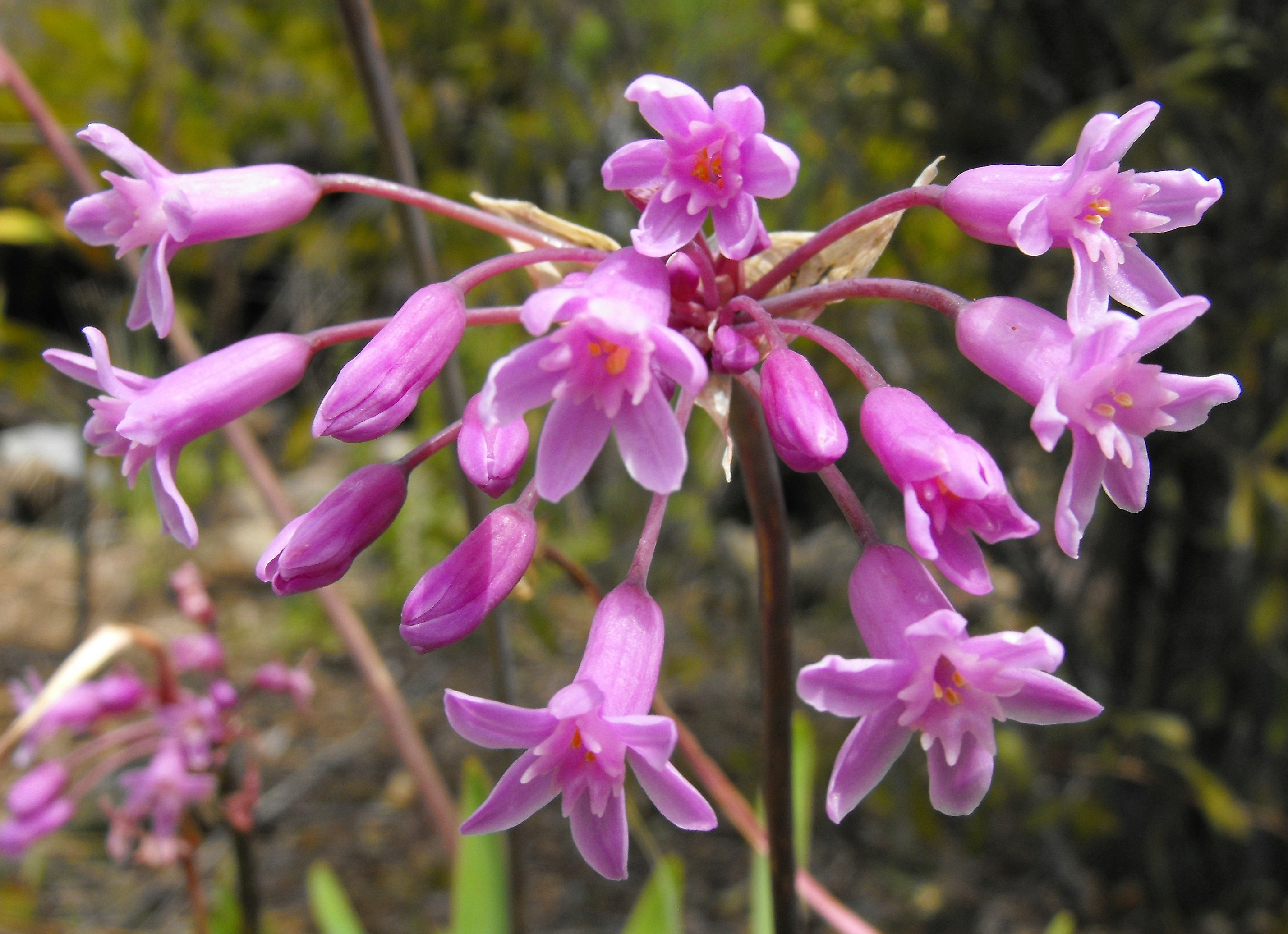
Tulbaghia simmleri

Tulbaghia é um género plantas monocotiledóneas pertencente à subfamília Allioideae (antiga família Alliaceae) da família Amaryllidaceae. Também conhecida como Alho Selvagem. O género inclui plantas herbáceas perenifólias, bulbosas, com distribuição natural restrita ao sul da África. O nome genérico foi criado em homenagem a Ryk Tulbagh (1699-1771), ao tempo governador neerlandês da Colónia do Cabo da Boa Esperança.

## Descrição
A maioria das espécies de Tulbaghia são nativas do Província Oriental do Cabo, na África do Sul, estendendo-se a zona de distribuição natural para norte até ao Zaire e à Tanzânia.
Como acontece com a maioria dos membros do grupo das Allioideae, quando as folhas das espécies pertencentes a este género são esmagadas produzem um distinto odor aliáceo, o comum cheiro a alho. As flores são produzidas numa inflorescência em forma de umbela, com cada flor a apresentar seis tépalas estreitas.
Uma das características mais distintivas do género é a presença de uma "coroa estaminal" (ou corona), uma estrutura em forma de coroa, formada pela fusão das estruturas dos estames, saliente no centro da flor. A estrutura pode ser pequena e semelhante a uma escama, ou pode ser grande e conspícua, semelhante, embora muito menor, à "trombeta" dos narcisos.

## Espécies
O género Tulbaghia inclui as seguintes espécies:
1. Tulbaghia acutiloba Harv. — Botswana, Lesoto, Suazilândia, África do Sul
2. Tulbaghia aequinoctialis Welw. ex Baker — Angola
3. Tulbaghia alliacea L.f., sinónimo Tulbaghia affinis — Botswana, Zimbabué, Zâmbia, África do Sul
4. Tulbaghia calcarea Engl. & Krause — Namíbia
5. Tulbaghia cameronii Baker — Camarões, Zaire, Tanzânia, Malawi, Moçambique, Zâmbia, Zimbabué, Namíbia
6. Tulbaghia capensis L. — Província do Cabo
7. Tulbaghia cernua Fisch. — Botswana, Lesoto, África do Sul
8. Tulbaghia coddii Vosa & R.B.Burb. — Mpumalanga
9. Tulbaghia cominsii Vosa — Província do Cabo
10. Tulbaghia dregeana Kunth — Província do Cabo
11. Tulbaghia friesii Suess. — Montanhas Nyanga (Moçambique e Zimbabué)
12. Tulbaghia galpinii Schltr. — Província do Cabo
13. Tulbaghia leucantha Baker — Botswana, Lesotho, Suazilândia, África do Sul, Zâmbia, Zimbabué, Namíbia
14. Tulbaghia ludwigiana Harv. — Swaziland, África do Sul
15. Tulbaghia luebbertiana Engl. & Krause — Namíbia
16. Tulbaghia macrocarpa Vosa — Zimbabwe
17. Tulbaghia montana Vosa — Província do Cabo
18. Tulbaghia natalensis Baker — Província do Cabo, KwaZulu-Natal
19. Tulbaghia nutans Vosa — Mpumalanga
20. Tulbaghia pretoriensis Vosa & Condy — Gauteng
21. Tulbaghia rhodesica R.E.Fr. — Tanzânia, Zâmbia
22. Tulbaghia simmleri Beauverd — Província do Norte, África do Sul
23. Tulbaghia tenuior K.Krause & Dinter — Província do Cabo, Namíbia
24. Tulbaghia transvaalensis Vosa — Limpopo, KwaZulu-Natal
25. Tulbaghia verdoornia Vosa & R.B.Burb. — Província do Cabo
26. Tulbaghia violacea Harv. — o alho-sem-cheiro[5] — Província do Cabo, KwaZulu-Natal; naturalizado na Tanzânia e no México.